# Далмације Млађи
Флавије Далмације Цезар (његово име се често пише Делматиус на савременим новчићима; умро 337.) је био Цезар (335–337) Римског царства и члан Константинове династије .
Далмациje је био синовац Светог цара Константина I Великог . Његов отац, такође по имену Флавије Далмације, био је Константинов полубрат и служио је као цензор . Далмације и његов брат Ханибалијан су школовани у Толози ( Тулуз) код ретора Егзуперија .
Дана 18. септембра 335. године, од стрица цара Константина I добија титулу цезара, и на управу провинције Тракију, Ахају и Македонију . Далмације је умро крајем лета 337. године, убили су га његови војници. Могуће је да је његова смрт била повезана са побуном војске која је погодила царску породицу након смрти цара Константина I Великог, а коју је организовао цар Констанције II са циљем да уклони све могуће претенденте на царску власт осим синова покојног цара